# 丹陽八景
丹陽八景（タニャンはっけい、韓国語：단양팔경、英語：Eight Views of Danyang）は韓国忠清北道北東部にある丹陽郡の8つの景勝地である。

## 概要
丹陽八景は忠清北道の北東部にある丹陽郡の丹陽邑、梅浦邑、丹城面、大崗面と堤川市の水山面に存在する8つの奇岩名勝を中心とした景勝地である。
- 島潭三峰（トダムサムボン）
- 石門
- 亀潭峰（クダムボン）
- 玉筍峰（オッスンボン）
- 上仙岩（サンソナム）
- 中仙岩（チュンソナム）
- 下仙岩（ハソナム）
- 舎人岩（サイナム）

ここは漢江から遡った南漢江の流域で、韓国の数多い「八景」の中でも特筆すべきものである。また歴史上中国・山東半島から黄海・朝鮮半島漢江流域を通って日本へ仏教や中国文化が伝えられた経路に当たり、日中・日韓文化交流史にも深く関係している。丹陽郡にはこのほかに丹陽第二八景と呼ばれるものもある。

## 参照
1. ↑  堤川十景の1つでもある玉筍峰の所在地。